# Лудовико Висконти
Лудовико Висконти или Луиджи Висконти (на италиански: Ludovico Visconti, Luigi Visconti; * 1355, Милано, Сеньория Милано; † 7 март 1404, Трецо сул'Ада, Миланско херцогство) от род Висконти, е управител и господар на Лоди (1379 – 1385), и управител и господар на Парма (1385 – 1404).

## Произход
Той е син на Бернабо Висконти (1323 – 1385), господар на Бергамо, Бреша, Кремона, Сончино, Лонато и Валкамоника, и съгосподар на Милано (заедно с братята си Матео II и Галеацо II), и на съпругата му Беатриче Реджина дела Скала (1331 – 1384). Негови баба и дядо по майчина линия са Мастино II дела Скала, господар на Верона и Виченца (1304 – 1311), Падуа (1328 – 1338), господар на Парма (1332 – 1341), Бреша (1332 – 1337) и Лука (1335 – 1347), и Тадеа да Карара, а по бащина – Стефано Висконти, господар на Арона, и съпругата му Валентина Дория от влиятелната фамилия Дория от Генуа. Има четирима братя и десет сестри:
- Тадеа (1351 – 1381), херцогиня на Бавария като съпруга на Стефан III и майка на френската кралица Изабела Баварска
- Верде (ок. 1352 – 1414), херцогиня на Австрия като съпруга на Леополд III Хабсбург
- Марко (1355 – 1382), господар на Парма (1364 – 1382), съпруг на Елизабета Баварска
- Валентина (1357 или 1360/62 или 1367 – 1393), кралица на Кипър и титулярна кралица на Йерусалим от 1378 до 1382 г. като съпруга на Петър II дьо Лузинян
- Родолфо (1358 – 1389), господар на Парма (1364 – 1389)
- Карло (1359 – 1403), господар на Парма (1364), съпруг на Беатрис д’Арманяк
- Антония (1364 – 1405), графиня на Вюртемберг като съпруга на Еберхард III
- Катерина (1362 – 1404), последна господарка на Милано (1385 – 1395) и 1-ва херцогиня на Милано (1395 – 1402) като съпруга на братовчед си Джан Галеацо Висконти
- Аниезе (1363 – 1391), графиня на Мантуа като съпруга на Франческо I Гонзага
- Мадалена (1366 – 1404), херцогиня на Бавария (1381 – 1393) и на Бавария-Ландсхут (от 1392 г.) като съпруга на Фридрих Мъдри
- Джанмастино (1370 – 1405), господар на Бергамо и на Джера д'Ада, съпруг на Клеофа дела Скала
- Лучия (1372 – 1424), маркграфиня на Майсен като съпруга на Фридрих V фон Тюринген и графиня на Кент като съпруга на Едмънд Холанд
- Елизабета (1374 – 1432), херцогиня на Бавария като съпруга на Ернст Баварски
- Англезия (1377 – 1439), кралица на Кипър, Йерусалим и Армения (ок. 1401 – 1408) като съпруга на Янус дьо Лузинян

Освен това има шест полубратя и девет полусестри от извънбрачни връзки на баща му с пет жени.
Баща му Бернабò непрекъснато води войни с Папската държава: той е отлъчен от църквата и е безмилостен тиранин. На 6 май 1385 г. Бернабо, самият Лодовико и брат му Родолфо са пленени от братовчед му Джан Галеацо Висконти, който иска властта над Синьория Милано, и са затворени в замъка на Трецо, където умират.

## Биография
През 1379 г. баща му Бернабò разделя владенията си между петимата си законни синове: Марко, Карло, самия Лудовико, Джанмастино и Родолфо. Лудовико получава Крема и Лоди. Той е губернатор и сеньор на Парма от 1385 до 1404 г., и губернатор и сеньор на Лоди от 1379 до 1385 г.
Искайки абсолютна власт над Милано, братовчед му Джан Галеацо Висконти – син на Галеацо II Висконти и съпруг на сестрата на Лудовико – Катерина Висконти залавя бащата на Лудовико, самия него и брат му Рудолфо на 6 май 1385 г. Залавянето става чрез измама извън Пустерла ди Сант Амброджо при Милано. С този преврат Джан Галеацо и неговите потомци получават контрола над цялата Синьория Милано. Лудовико е хвърлен с брат си Родолфо в затвора на замъка в Сан Коломбано ал Ламбро, където през 1386 г. получава новината за смъртта на съпругата си.
Когато сестрата на Лудовико Валентина Висконти умира в Кипър през 1393 г., на Джан Галеацо хрумва идеята за жена да даде на Лудовико дъщерята на новия крал на Кипър Жак I дьо Лузинян, братовчед на Петър II дьо Лузинян и съпруг на Валентина, починал без наследници. Бракът обаче не се състои: Лудовико умира на около 45-годишна възраст между 21 юни и 28 юли 1404 г. в затвора на замъка на Трецо след почти 20 години затвор. Погребан е в Светилището на Мадона на Рокета в Падерно д'Ада.

## Брак и потомство
∞ 18 април 1381 г. за първата си братовчедка Виоланта Висконти (* 1354, † 1382), дъщеря на чичо му Галеацо II Висконти, владетел на Павия и Милано, и на съпругата му Бианка Мария Савойска. Виоланта е вдовица на Лайънъл Антверпенски, херцог на Кларънс, и на Ото III, маркграф на Монферат. От нея има един син:
- Джовани Висконти (* сл. 1382,[8] † сл. 10 април 1413), господар на Лоди.[9]